# Тирновці (Кирджалійська область)
Ти́рновці (болг. Търновци) — село в Кирджалійській області Болгарії. Входить до складу общини Джебел.

## Населення
За даними перепису населення 2011 року у селі проживали 50 осіб, усі — турки.
Розподіл населення за віком у 2011 році:
Динаміка населення: